# Franco suíço
O franco suíço (alemão Franken, italiano franco, francês, franc) é a moeda utilizada na Suíça e no Liechtenstein. É subdividido em 100 cêntimos (alemão: Rappen, italiano: centesimi).

## História
O franco suíço é o resultado da união monetária entre os cantões suíços em 1850, vindo a substituir as moedas cantonais e regionais. Antes de 1850, cerca de 860 moedas diferentes estavam em circulação na Suíça e todas tinham curso legal.
O seu valor inicial estava em paridade com o franco francês. Entre 1870 e 1914, a união monetária latina ligou a lira italiana, o franco suíço e o franco francês, que podiam, em teoria, ser utilizados em qualquer um destes países.
Com a abolição da união aduaneira e monetária com a Áustria, em 1919, o Liechtenstein adoptou o franco suíço como moeda oficial.

## Moedas com longa vida
O franco suíço é, junto com o dólar estado-unidense e o euro, uma moeda de refúgio pela sua grande estabilidade.
As mais antigas moedas em circulação são as de 10 cêntimos do ano de 1879, que mantêm o mesmo motivo e são feitas do mesmo material (níquel-cobre).

## Peças monetárias
Existem as seguintes peças monetárias:
- 1 cêntimo (que já não é utilizado porque os preços são arredondados para múltiplos de 5)
- 5 cêntimos
- 10 cêntimos
- 20 cêntimos (também chamado de "quatre sous")
- ½ franco (50 cêntimos)
- 1 franco
- 2 francos
- 5 francos (também chamado de "cent sous" ou "tune")

Existem peças comemorativas de 5, 20, 100 e 200 CHF e podem ser utilizadas para transacções comerciais, ainda que o seu uso seja excepcional.
A peça de 2 cêntimos saiu de circulação na década de 1970. O Banco Nacional da Suíça propôs a extinção das moedas de 5 cêntimos, cujo fabrico ascende aos 6 cêntimos.

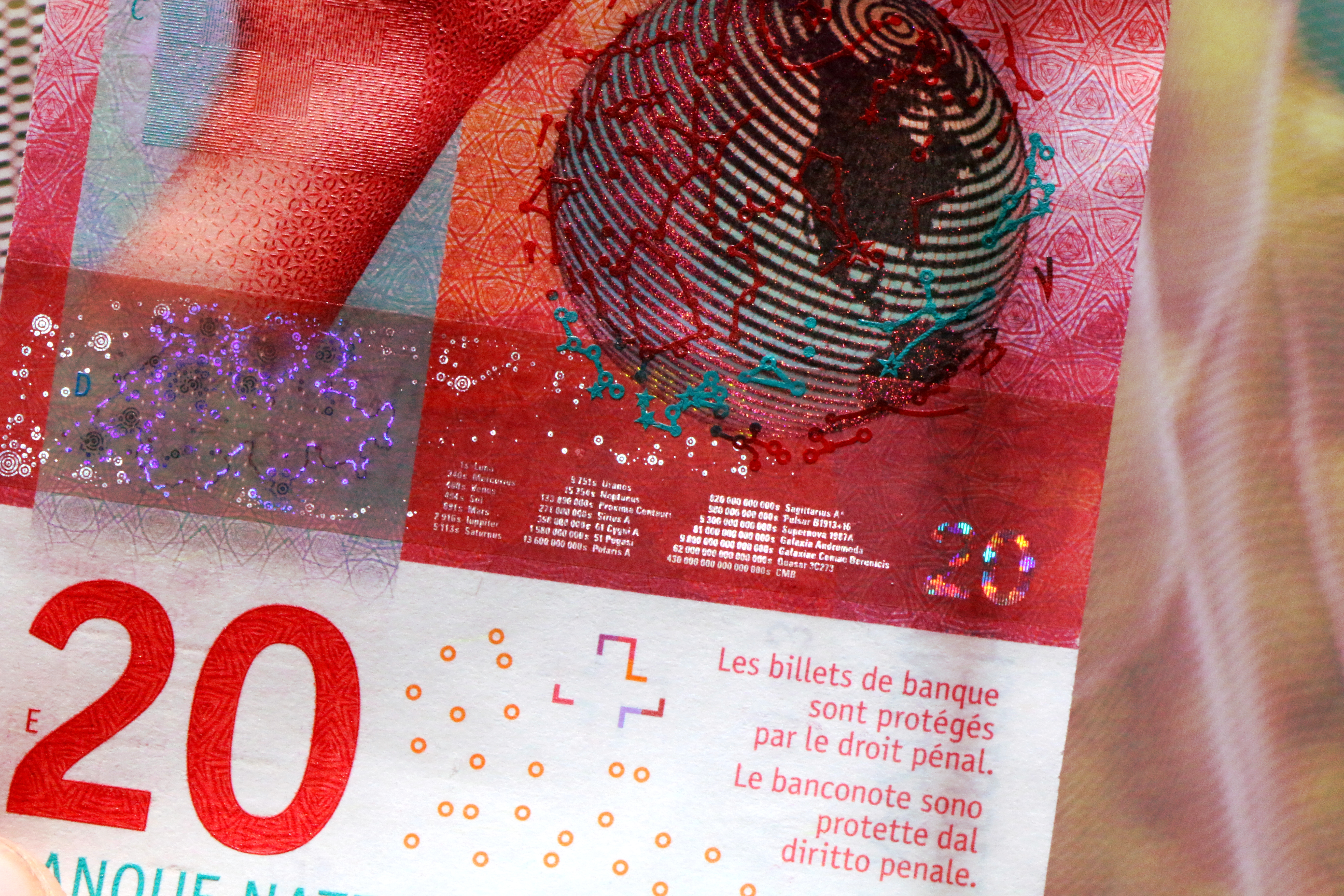
Impressão fina de uma nota de CHF 20, com distâncias entre a Terra e vários corpos celestes em segundos-luz

| Coroa | Cara | Descrição |
| ----- | ---- | --- |
|       |      | Um escudo suíço, com edelweiss à esquerda e diversas flores dos Alpes à direita; Personagem: Guilherme Tell, herói nacional lendário |
|       |      | Coroa de carvalho à esquerda e diversas flores dos Alpes à direita; Personagem: Helvécia, a mãe Pátria.                              |
|       |      | o mesmo que na moeda de 2 CHF |
|       |      | o mesmo que na moeda de 2 CHF |
|       |      | Uma coroa de uma flor dos Alpes; Helvécia, vista de perfil, com um tipo de coroa com a inscrição Libertas (liberdade).               |
|       |      | Uma coroa de folhas de carvalho ; Personagem: o mesmo que na moeda de 20 cêntimos                                                    |
|       |      | Uma coroa de sarmentos (parras e cachos de uva); Personagem: o mesmo que na moeda de 20 cêntimos                                     |

| Imagem | Imagem | Valor        | Dimensões           | Cor Principal | Pessoas                 | Data de emissão      | Observações                                        |
| Frente | Verso  | Valor        | Dimensões           | Cor Principal | Pessoas                 | Data de emissão      | Observações                                        |
| ------ | ------ | ------------ | ------------------- | ------------- | ----------------------- | -------------------- | -------------------------------------------------- |
|        |        | 10 francos   | 126 × 74 milímetros | Amarelo       | Le Corbusier            | 8 de abril de 1997   |                                                    |
|        |        | 20 francos   | 137 × 74 milímetros | Vermelho      | Arthur Honegger         | 1 de outubro de 1996 |                                                    |
|        |        | 50 francos   | 148 × 74 milímetros | Verde         | Sophie Taeuber-Arp      | 3 de outubro de 1995 |                                                    |
|        |        | 100 francos  | 159 × 74 milímetros | Azul          | Alberto Giacometti      | 1 de outubro de 1998 |                                                    |
|        |        | 200 francos  | 170 × 74 milímetros | Castanho      | Charles-Ferdinand Ramuz | 1 de outubro de 1997 | Substituiu a nota de 500 francos da série anterior |
|        |        | 1000 francos | 181 × 74 milímetros | Roxa          | Jacob Burckhardt        | 1 de abril de 1998   |                                                    |